# Lesigatal
Lesigatal (Lesi Gatal) ist eine osttimoresische Aldeia im Suco Bobonaro (Verwaltungsamt Bobonaro, Gemeinde Bobonaro). 2015 lebten in der Aldeia 361 Menschen.

## Geographie
Lesigatal liegt im Nordwesten des Sucos Bobonaro ein. Südöstlich befindet sich die Aldeia Lactil. Im Nordosten grenzt Lesigatal an den Suco Malilait, im Norden an den Suco Ritabou, im Westen an den Suco Oeleo und im Südwesten an den Suco Ai-Assa. Im Süden reicht der Ort Bobonaro in die Aldeia hinein. Im Südosten schließt sich das Dorf Lesigatal an Bobonaro an. Quer durch die Aldeia führt die Überlandstraße, die nach Westen in die Gemeindehauptstadt Maliana führt und nach Nordosten in die Gemeinde Ermera. Im Norden entspringt der Fluss Anaslota, der zum Flusssystem des Lóis gehört.

## Politik
2023 wurde Mateus Moniz zum Chefe de Aldeia gewählt.